# 교하군
교하군(交河郡)은 현재의 파주시 금촌동·교하동·운정동과 탄현면의 옛 행정 구역이다. 교하군은 1914년 4월 1일 파주군에 흡수되어 폐지되었다.

## 연혁
| Daedongyeojido (Gyujanggak) 12-04.jpg | Daedongyeojido (Gyujanggak) 12-03.jpg |
| Daedongyeojido (Gyujanggak) 13-05.jpg | Daedongyeojido (Gyujanggak) 13-04.jpg |

- 고구려 때 : 천정구현(泉井口縣)이었다.
- 757년 : 교하군으로 개칭하고 봉성현(峯城縣 : 파주)과 고봉현(高烽縣 : 고양)을 관할하였다.
- 1018년 : 교하군, 봉성현, 고봉현이 모두 양주(楊州 : 서울)의 속현이 되었다.
- 1394년 : 교하에 감무를 두어 주현으로 승격하였다. 이때 한양의 속현인 심악현(深岳縣)과 부평의 석천향(石淺鄕)이 교하에 편입되었다.
- 1414년 : 교하감무를 폐지하고 교하·석천은 원평군(原平郡 : 파주)에, 심악은 고양현에 편입되었다가 1418년에 다시 설치되었다.
- 1895년 : 23부제에 따라 한성부 교하군
- 1896년 : 13도제에 따라 경기도 교하군
- 1914년 4월 1일 : 교하군이 파주군에 편입되어 폐지되었다.

| 부령 제111호       |                |                                          |
| 구 행정구역        | 신 행정구역    | 신 행정구역                              |
| 탄포면(炭浦面)     | 탄현면         | 금승리, 낙하리, 문지리, 오금리, 축현리   |
| 신오리면(新五里面) | 탄현면         | 금산리, 대동리, 만우리, 성동리           |
| 현내면(縣內面)     | 탄현면         | 갈현리, 법흥리                           |
| 현내면(縣內面)     | 아동면         | 금릉리, 검산리, 맥금리                   |
| 아동면(衙洞面)     | 아동면         | 금촌리, 아동리, 야동리                   |
| 지석면(支石面)     | 와석면(瓦石面) | 교하리, 상지석리, 하지석리               |
| 와동면(瓦洞面)     | 와석면(瓦石面) | 당하리, 목동리, 야당리, 와동리           |
| 청암면(靑岩面)     | 청석면(靑石面) | 다율리, 송촌리, 신촌리, 연다산리, 오도리 |
| 석곶면(石串面)     | 청석면(靑石面) | 동패리, 문발리, 산남리, 서패리           |

## 1914년 이후
- 탄현면 : 1914년 당시 행정구역 유지
- 금촌동 : 아동면이 1973년 금촌읍으로 승격되고, 1996년 파주군이 파주시로 승격하면서 금촌동으로 개편.
- 교하동과 운정동 : 와석면, 청석면이 1934년 교하면으로 통합된 후 2001년 교하읍으로 승격하고, 2011년 교하동과 운정동으로 개편.
- 기타 : 아동면 등원리가 조리면으로 환원되었고, 와석면 상지석리 일부가 조리면으로 편입되어 능안리가 되었다.